# NGC 1331
NGC 1331 è una piccola galassia ellittica situata nella costellazione dell'Eridano, a una distanza di circa 52 milioni di anni luce dalla nostra Via Lattea.

## Scoperta
La galassia è stata scoperta il 19 dicembre 1799 dall'astronomo britannico di origine tedesca William Herschel.
Il 3 dicembre 1888, la galassia è stata nuovamente osservata e descritta con maggiore accuratezza nella posizione dall'astronomo francese Guillaume Bigourdan e inserita nell'Index Catalogue con la designazione IC 324.

## Gruppo di NGC 1395
NGC 1331 fa parte del Gruppo di NGC 1395, che a sua volta è incluso nel più vasto Ammasso di Eridano, e comprende almeno 31 galassie, tra cui NGC 1315, NGC 1325, NGC 1332, NGC 1347, NGC 1353, NGC 1371, NGC 1377, NGC 1385, NGC 1395, NGC 1401, NGC 1414, NGC 1415, NGC 1422, NGC 1426, NGC 1438, NGC 1439, IC 1952, IC 1953 e IC 1962.